# 王立 (1917年)
王立（1917年—），男，江苏常熟人，中华人民共和国政治人物，曾任中华人民共和国第五机械工业部副部长，中国兵工学会理事长。